# William J. Leverett House
La William J. Leverett House est une maison américaine à Albuquerque, dans le comté de Bernalillo, au Nouveau-Mexique. Construite en 1928 dans le style Pueblo Revival, elle est inscrite au Registre national des lieux historiques depuis le 13 février 1986.